# Sigowo (rejon kiczmiengsko-gorodiecki)
Sigowo (ros. Сигово) – wieś w Rosji, w rejonie kiczmiengsko-gorodieckim obwodu wołogodzkiego. W 2010 r. liczyła 36 mieszkańców.